# Фернандо Техеро
Фернандо Техеро е испански актьор, известен с ролите си в испанските комедийните поредици „Щурите съседи“ и „Новите съседи“.

## Биография и творчество
Роден е на 24 февруари 1967 г. в град Кордоба (Испания). Израства и прекарва детството и юношеството си в Кордова, докато не напуска работата си в магазина на родителите му и отива да живее в Мадрид, за да стане актьор.
През 2004 г. продуцентката Елена Арнао го избира да участва в „Щурите съседи“. Първоначално са му предложили да играе Пако, роля, която в крайна сметка игра Гилермо Ортега. Той не приема и за това му предлагат ролята на портиера Емилио, която роля му позволява да ѝ се наслади повече. Получава множество награди за ролята си на Емилио като някои от тях са, че е "Най-добрият актьор в „Щурите съседи“.
През май 2012 г. започва да участва в „Новите съседи“, където изпълнява ролята на Фермин Трухильо, партньорът на Естела Рейнолдс (Антония Сан Хуан)
През 2013 г. той публично разкрива, че е гей. Същата година той има връзка с манекена Мигел Ортис, който е Мистър Гей Испания 2012 г. Няколко месеца по-късно обаче двойката решава да сложи край на връзката си.
Приятел е с колежката си Малена Алтерио, с която играят заедно в „Щурите съседи“, както и в други филми и театрални представления.
| Година      | Сериал                            | Роля           | Епизоди    |
| ----------- | --------------------------------- | -------------- | ---------- |
| 2000 – 2001 | „Полицията, в сърцето на улицата“ | Йонки          | 6 епизоди  |
| 2003 – 2006 | „Щурите съседи“                   | Емилио Делгадо | 90 епизода |
| 2007        | „Gominolas“                       | Бенха          | 8 епизода  |
| 2008        | „Синдромът на Одисей“             | Хота Гайтан    | 8 епизода  |
| 2013 –      | „Новите съседи“                   | Фермин Трухийо | 77 епизоди |